# Thysanichthys
Thysanichthys és un gènere de peixos pertanyent a la família dels escorpènids.

## Taxonomia
- Thysanichthys crossotus (Jordan & Starks, 1904)[1]
- Thysanichthys evides (Jordan & Thompson, 1914)[2][3][4][5][6]